# Na tropie
Na tropie – serial animowany produkcji polskiej zrealizowany w roku 1963. Scenariusz napisany przez Andrzeja Lacha i Romualda Lacha. 

## Fabuła
Serial opowiada o chłopcu, który w wyobraźni rozwiązuje zagadki detektywistyczne, stoi na straży prawa i broni biedne, uciśnione społeczeństwo przed groźnymi bandytami.  

## Autorzy
Reżyseria: 
- Piotr Szpakowicz (odcinki: "Dyliżans", "Szpada"),
- Zofia Oraczewska (odcinek: "Zamach"),
- Witold Giersz (odcinek: "Madame Soprani"),
- Krzysztof Dębowski (odcinki: "Szkic na serwetce", "Epokowy wynalazek"),
- Stefan Szwakopf (odcinki: "Kość", "Mexico-Express"),
- Alina Maliszewska (odcinki: "Lunatycy", "Podziemny skarbiec"),
- Leonard Pulchny (odcinek: "Dziwny przypadek"),
- Bogdan Nowicki (odcinki: "W starym dworze", "Poligon")

## Spis odcinków
1. Dyliżans

2. Szpada

3. Zamach

4. Madame Soprani

5. Szkic na serwetce

6. Epokowy wynalazek

7. Kość

8. Mexico-Express

9. Lunatycy

10. Podziemny skarbiec

11. Dziwny przypadek

12. W starym dworze

13. Poligon